# Борель Томандзото
Борель Томандзото Беліада (фр. Borel Tomandzoto Beliada; нар. 14 серпня 2002, Браззавіль, Республіка Конго) — конголезький футболіст, центральний півзахисник житомирського «Полісся», який виступає в оренді за «Звягель».

## Клубна кар'єра
Народився в 14 серпня 2002 року в місті Браззавіль, столиці Республіки Конго. Дорослу футбольну кар'єру розпочав у сусідній державі, 1 серпня 2019 року підписав контракт з місцевим «Мотема Пембе» з вищого дивізіону чемпіонату ДР Конго. У футболці вище вказаного клубу дебютував у континентальних клубних турнірах, 14 лютого 2021 року в нічийному (2:2) поєдинку раунду плей-оф Кубку конфедерації КАФ проти «Аль-Аглі» (Бенгазі). Борель вийшов на поле в стартовому складі та відіграв увесь матч. Першим голом у вище вказаному турнірі відзначився 21 лютого на 44-й хвилині, у переможному (1:0) матчі-відповіді плей-оф проти «Аль-Аглі» (Бенгазі). Томандзото вийшов на поле в стартовому складі та відіграв увесь матч. Загалом у Кубку конфедерації за «Мотема Пембе» провів 6 матчів, відзначився 1-м голом.
На початку серпня 2022 року вільним агентом повернувся на батьківщину, де підсилив місцевий «АС Отоо». За підсумками сезону 2022/23 років допоміг команді виграти Лігу 1 Республіки Конго. На початку вересня 2023 року знову виїхав до ДР Конго, де став гравцем «Сен-Елуа». У складі нового клубу також виступав у Кубку конфедерації КАФ, де провів 2 поєдинки.
Наприкінці лютого 2024 року вирішив спробувати свої сили в Європі. Підписав 4-річний контракт з «Поліссям», яке майже одразу після цього відправило гравця в оренду до свого фарм-клубу, «Звягеля».

## Кар'єра в збірній
У футболці національної збірної Республіки Конго дебютував 16 січня 2023 року в програному поєдинку групи Е Чемпіонату африканських націй проти Камеруну. Борель вийшов на поле на 46-й хвилині замість Принса Обонго. Загалом на вище вказаному турнірі провів 2 поєдинки. У червні 2023 року став одним з гравців збірної Республіки Конго (U-23), які поїхали на Кубок африканських націй відповідної вікової категорії. На вище вказаному турнірі був капітаном команди та зіграв у всіх 3-х матчах групового етапу.

## Досягнення
«АС Отоо»
- Ліга 1 Республіки Конго
  -  Чемпіон (1): 2022/23